# 榊原アリー
榊原 アリー（さかきばら ありー・1986年 6月11日 - ）は、アメリカ出身の英語・日本語バイリンガルMC。

## 人物
アメリカ合衆国のオハイオ州育ちの帰国子女で、2004年に日本帰国。国籍は日本。8歳上の姉がいる。
2008年に上智大学比較文化学部比較文化学科卒業後、日本オラクル株式会社にデータベースエンジニアとして入社。2011年から2017年にGoogle日本法人であるグーグル合同会社でYouTubeを担当。ディスカバリーチャンネルのコンテンツ事業部長兼インタラクティブ メディア&マーケティングシニアマネージャー。
2018年からはディスカバリーチャンネルの YouTube チャンネルの教育番組「Dbox」に出演している。

## 出演番組・イベント一覧
フリーMCとして、企業イベント、スポーツイベントをバイリンガルMCとして活動。
2020年ー2021年にディスカバリーチャンネルのYouTubeチャンネルのオリジナルサバイバル番組「WILD Allie」に出演。アウトドア素人が水なし食料なしテントなしのサバイバル生活をしている様子に密着した自撮りドキュメンタリーを公開。
- 2021年5月1日に行われた 2020年東京オリンピックの聖火リレー で沖縄県の聖火ランナーを務める[10]
- 2021年7月ー8月 東京オリンピックで2020年東京オリンピックの卓球競技のアナウンサー[3]兼 アシスタントプロデューサーを担当[11]。
- 2019年9月には 2019年レッドブル・エアレース・ワールドシリーズ 千葉 のサイドアクトMCを担当。